# Campionati italiani di duathlon sprint del 2015
I Campionati italiani di duathlon sprint del 2015 (VIII edizione) sono stati organizzati dalla Federazione Italiana Triathlon e si sono tenuti a Torino in Piemonte, in data 22 marzo 2015.
Tra gli uomini ha vinto Massimo De Ponti ( Carabinieri), mentre la gara femminile è andata a Sara Dossena (707 Triathlon Team).

## Risultati

### Élite uomini
| Pos. | Atleta               | Società sportiva       | Corsa    | Bici     | Corsa    | Totale   |
| ---- | -------------------- | ---------------------- | -------- | -------- | -------- | -------- |
|      | Massimo De Ponti     | Carabinieri            | 00:14:30 | 00:29:40 | 00:08:13 | 00:52:23 |
|      | Dario Chitti         | CUS Parma              | 00:14:51 | 00:29:16 | 00:08:17 | 00:52:24 |
|      | Alberto Della Pasqua | T.D. Rimini            | 00:14:29 | 00:29:39 | 00:08:21 | 00:52:29 |
| 4    | Tommaso Crivellaro   | DDS                    | 00:14:45 | 00:29:26 | 00:08:20 | 00:52:31 |
| 5    | Delian Dimko Stateff | Fiamme Azzurre         | 00:14:51 | 00:29:23 | 00:08:19 | 00:52:33 |
| 6    | Andrea De Ponti      | Friesian Team          | 00:14:50 | 00:29:18 | 00:08:28 | 00:52:36 |
| 7    | Riccardo De Palma    | Minerva Roma           | 00:14:51 | 00:29:18 | 00:08:32 | 00:52:41 |
| 8    | Manuel Steinwandter  | Läufer Club Bozen      | 00:14:52 | 00:29:17 | 00:08:46 | 00:52:55 |
| 9    | Alex Ascenzi         | Fiamme Azzurre         | 00:14:50 | 00:29:22 | 00:08:46 | 00:52:58 |
| 10   | Marco Corrà          | Minerva Roma           | 00:15:33 | 00:28:59 | 00:08:30 | 00:53:02 |
| 11   | Vincenzo Coppola     | Canottieri Napoli      | 00:15:05 | 00:29:32 | 00:08:36 | 00:53:13 |
| 12   | Gregory Barnaby      | 707 Triathlon Team     | 00:15:11 | 00:29:25 | 00:08:44 | 00:53:20 |
| 13   | Valerio Patanè       | CUS Pro Patria Milano  | 00:15:11 | 00:29:29 | 00:08:43 | 00:53:23 |
| 14   | Thomas Bertrandi     | Torino Triathlon       | 00:15:12 | 00:29:31 | 00:08:42 | 00:53:25 |
| 15   | Riccardo Mosso       | Virtus                 | 00:14:31 | 00:29:42 | 00:09:18 | 00:53:31 |
| 16   | Bruno Pasqualini     | Torino Triathlon       | 00:15:19 | 00:29:21 | 00:08:52 | 00:53:32 |
| 17   | Huber Rossi          | Freezone               | 00:15:20 | 00:29:19 | 00:08:54 | 00:53:33 |
| 18   | Danilo Brustolon     | Triathlon Bordighera   | 00:15:10 | 00:29:31 | 00:09:27 | 00:54:08 |
| 19   | Marcello Ugazio      | Azzurra Triathlon Team | 00:15:44 | 00:29:41 | 00:08:43 | 00:54:08 |
| 20   | Luca Fanottoli       | Azzurra Triathlon Team | 00:15:45 | 00:29:37 | 00:08:46 | 00:54:08 |

### Élite donne
| Pos. | Atleta                   | Società sportiva             | Corsa    | Bici     | Corsa    | Totale   |
| ---- | ------------------------ | ---------------------------- | -------- | -------- | -------- | -------- |
|      | Sara Dossena             | 707 Triathlon Team           | 00:16:11 | 00:32:38 | 00:09:15 | 00:58:04 |
|      | Giorgia Priarone         | T.D. Rimini                  | 00:17:08 | 00:33:21 | 00:09:48 | 01:00:17 |
|      | Alice Capone             | Canottieri Napoli            | 00:17:08 | 00:33:45 | 00:09:30 | 01:00:23 |
| 4    | Elena Maria Petrini      | Fiamme Azzurre               | 00:17:32 | 00:33:26 | 00:09:33 | 01:00:31 |
| 5    | Sara Papais              | T.D. Rimini                  | 00:17:23 | 00:33:27 | 00:09:44 | 01:00:34 |
| 6    | Michela Pozzuoli         | Minerva Roma                 | 00:17:33 | 00:33:20 | 00:09:53 | 01:00:46 |
| 7    | Verena Steinhauser       | Triathlon Cremona Stradivari | 00:17:51 | 00:33:01 | 00:10:02 | 01:00:54 |
| 8    | Veronica Signorini       | Triathlon Cremona Stradivari | 00:17:52 | 00:33:04 | 00:10:09 | 01:01:05 |
| 9    | Luisa Iogna-Prat         | T.D. Rimini                  | 00:17:52 | 00:33:00 | 00:10:16 | 01:01:08 |
| 10   | Monica Cibin             | Triathlon Novara             | 00:17:41 | 00:33:08 | 00:10:45 | 01:01:34 |
| 11   | Giulia Sforza            | Azzurra Triathlon Team       | 00:18:44 | 00:32:40 | 00:10:19 | 01:01:43 |
| 12   | Carlotta Maria Missaglia | CUS Pro Patria Milano        | 00:18:21 | 00:33:18 | 00:10:37 | 01:02:16 |
| 13   | Francesca Ferlazzo       | Triathlon Team Spezia        | 00:18:49 | 00:34:23 | 00:10:12 | 01:03:24 |
| 14   | Chiara Ingletto          | Firenze Triathlon            | 00:17:57 | 00:35:18 | 00:10:11 | 01:03:26 |
| 15   | Tania Molinari           | Piacenza Triathlon Vivo      | 00:18:23 | 00:34:57 | 00:10:10 | 01:03:30 |
| 16   | Lavinia Arpinelli        | Minerva Roma                 | 00:18:57 | 00:34:20 | 00:10:20 | 01:03:37 |
| 17   | Sara Foschi              | Minerva Roma                 | 00:18:54 | 00:34:18 | 00:10:28 | 01:03:40 |
| 18   | Alessandra Tamburri      | Minerva Roma                 | 00:18:22 | 00:34:49 | 00:10:40 | 01:03:51 |
| 19   | Fulvia Caterini          | Minerva Roma                 | 00:19:12 | 00:33:58 | 00:10:45 | 01:03:55 |
| 20   | Carlotta Delbono         | CUS Parma                    | 00:18:54 | 00:34:19 | 00:10:43 | 01:03:56 |